# 2016年艾瑟卡鐵路事故
2016年艾瑟卡鐵路事故是於2016年10月21日發生在喀麥隆埃塞卡的鐵路事故。當日往返首都雅溫德與第一大城杜阿拉的列車於艾瑟卡鎮出軌後翻覆，造成79人喪生，551人受傷。為2007年西開賽出軌事故以來，非洲最嚴重的鐵路事故。